# Kroplik Dybowskiego
Kroplik Dybowskiego (Euschistospiza dybowskii) – gatunek małego ptaka z rodziny astryldowatych (Estrildidae). Zamieszkuje zachodnią i centralną Afrykę. Niezagrożony wyginięciem.

## Taksonomia
Pierwszy raz gatunek opisał Émile Oustalet w roku 1892. Holotyp pochodził z okolic górnego biegu rzeki Kémo (Republika Środkowoafrykańska). Autor przydzielił mu nazwę naukową Lagonosticta dybowskii na cześć Jeana Dybowskiego, który pozyskał holotyp. Drugi raz ptaka opisał Boyd Alexander, wykazując go z tej samej lokalizacji, w której odnaleziono holotyp; nie był świadom, że ten gatunek wcześniej opisano i przydzielił mu nazwę Cryptospiza sharpei. Według IOC kroplik Dybowskiego przynależy do rodzaju Euschistospiza. Jest to gatunek monotypowy.

## Morfologia

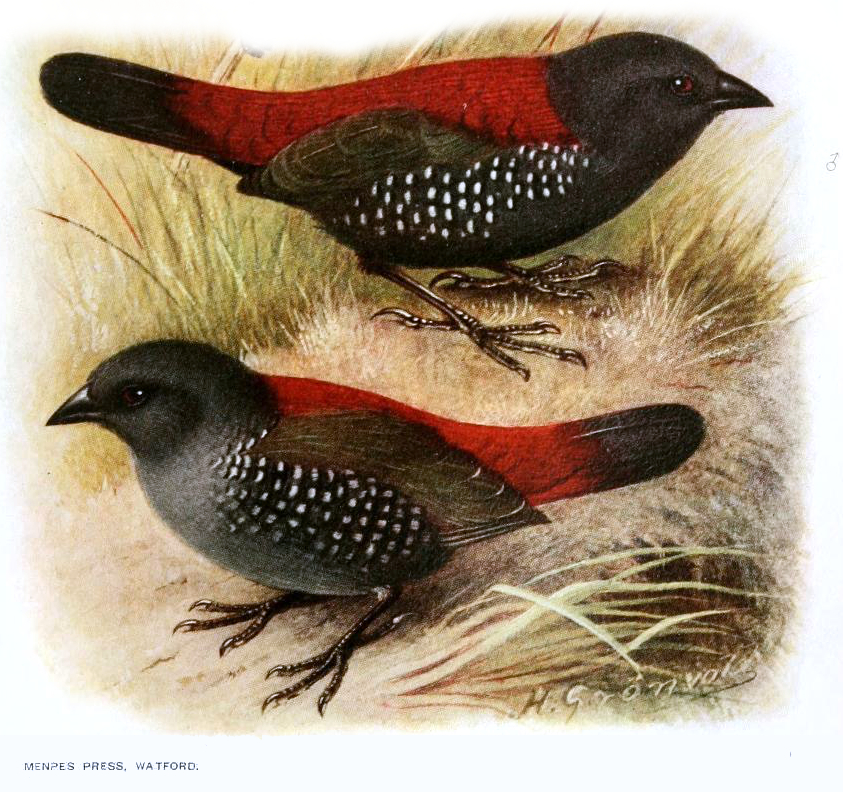
Ilustracja z czasopisma „Ibis”, 1915 (autor: Henrik Grönvold)

Długość ciała 12 cm; masa ciała 12–14,6 g. Szczegółowe wymiary: długość skrzydła 49–57 mm, ogona 39–47 mm, skoku 16–17 mm, dzioba 11–12 mm.
Występuje wyraźny dymorfizm płciowy. U samca cała głowa, szyja, broda, gardło i pierś łupkowoszare. Wierzch ciała od grzbietu po kuper i pokrywy ogonowe szkarłatnoczerwony; pióra u nasady szare, cecha ta widoczna jest zwłaszcza przy świeżo wyrośniętych piórach lub poza sezonem lęgowym. Sterówki częściowo zakryte przez pokrywy nadogonowe, czarne, często jednak na zewnętrznych chorągiewkach widać szkarłatną czerwień; ogon na końcu zaokrąglony. Pokrywy skrzydłowe średnie i duże ciemnoszare lub nieco oliwkowobrązowe, często z drobnymi, białymi plamkami. Pozostała część skrzydła łupkowoszara, na świeżo wyrośniętych piórach białe krawędzie. Brzuch, boki ciała oraz pokrywy podogonowe czarne w trzech wariantach – z białymi plamkami, półkolami albo sierpowatymi wzorkami (wtedy brzuch i okolice kloaki „czyste”). Dziób czarny, lekko wygięty. Tęczówka ciemnoczerwona. Obrączka oczna jasnoniebieska, różowa albo czerwona. Nogi i stopy ciemnoszare, czarne lub czarnobrązowe.
Samicę wyróżniają nieco mniejsze rozmiary i jaśniejsze odcienie szarości, ponadto czerwień na wierzchu ciała ma głębszy lub bardziej matowy odcień. Tęczówka brązowa lub czerwonobrązowa, obrączka oczna szara. Skrzydła mają zdecydowanie bardziej brązowy kolor. U osobników młodych kolor czerwony zastępuje łupkowoszary z rdzawymi lub czerwonobrązowymi plamami, brak białych kropek na spodzie i bokach ciała. Uzyskują szatę dorosłą – jak większość astryldów – po 3 miesiącach życia.

## Zasięg występowania
Kroplik Dybowskiego występuje plamowo od Sierra Leone, Gwinei, wyżyny Mambilla i Dżos na wschód do Kamerunu, Republiki Środkowoafrykańskiej, północnej Demokratycznej Republiki Konga, Sudanu Południowego (Zande) i północno-zachodniej Ugandy. Możliwe, że w Senegalu żyje mała, przerzedzona populacja; E. dybowskii odnotowano w tym państwie w marcu 1972 i marcu 1984. Środowisko życia stanowią trawiaste sawanny z dużą ilością krzewów, także zarośla nad brzegami rzek.

## Zachowanie
Woła miękkim, szybko powtarzanym tset albo tsit-tsit, głośniejsze tsit-tsit-tsit to głos alarmowy. Pieśń stanowi różnorodne tryle podobne do tych kanarka (Serinus canaria), głębokich, bulgoczących dźwięków słowika rdzawego (Luscinia megarhynchos) i fletowych odgłosów kosa (Turdus merula). Żywi się różnymi, drobnymi nasionami, prawdopodobnie w przeważającej części nasionami trawl prócz tego zjada drobne owady.

## Lęgi
Brak informacji na temat rozrodu w naturze (stan w 1999). Dalsze dane pochodzą z niewoli. Samica może być zdolna do zniesienia jaja już w wieku pół roku. Gniazdo buduje samiec; jest to zamknięta konstrukcja z traw, wyściełana miękkimi trawami, umieszczona na krzewie lub małym drzewie, często jednak blisko ziemi. W zniesieniu 4–6 białych jaj. Inkubacja trwa 13–14 dni. W nocy wysiaduje samica, w dzień partnerzy zmieniają się. Młode są w pełni opierzone po blisko 3 tygodniach od wyklucia.

## Hodowla
Gatunek zalecany dla doświadczonych hodowców ptaków lub specjalistów w tej dziedzinie. Do lat 90. XX w. popularny w hodowli, potem w wyniku krzyżowania spokrewnionych ptaków – co często skutkuje niepłodnością – ich liczba w niewoli spadała. Nie toleruje sprawdzania gniazda w hodowli. Należy używać półotwartych budek lęgowych. Ptaki winny mieć stały dostęp do materiału gniazdowego, aby mogły ulepszać istniejące gniazdo lub zbudować nowe na kolejne zniesienia. Mogą być trzymane z innymi astryldami. Prawidłowa karma to dobrej jakości mieszanka dla astryldów, kiełki oraz dodatki, np. owoce. Cena za parę w stanie Wiktoria to około 800 dolarów.

## Status zagrożenia
Przez IUCN gatunek klasyfikowany jako najmniejszej troski (LC, Least Concern). Liczebność populacji nie została oszacowana, ale ptak ten spotykany jest rzadko i jest słabo poznany. Ze względu na brak dowodów na spadki liczebności i istotne zagrożenia dla gatunku BirdLife International ocenia trend liczebności populacji jako prawdopodobnie stabilny.